# Домсен
Домсен (фр. Domessin) насеље је и општина у источној Француској у региону Рона-Алпи, у департману Савоја која припада префектури Шамбери.
По подацима из 2011. године у општини је живело 1793 становника, а густина насељености је износила 182,4 становника/km². Општина се простире на површини од 9,83 km². Налази се на средњој надморској висини од 351 метар (максималној 364 m, а минималној 235 m).

## Демографија
| 1962. | 1968. | 1975. | 1982. | 1990. | 1999. | 2011. |
| ----- | ----- | ----- | ----- | ----- | ----- | ----- |
| 954   | 971   | 995   | 1.130 | 1.271 | 1.367 | 1.793 |

График промене броја становника у току последњих година